# 愛知県道295号道場山安城線

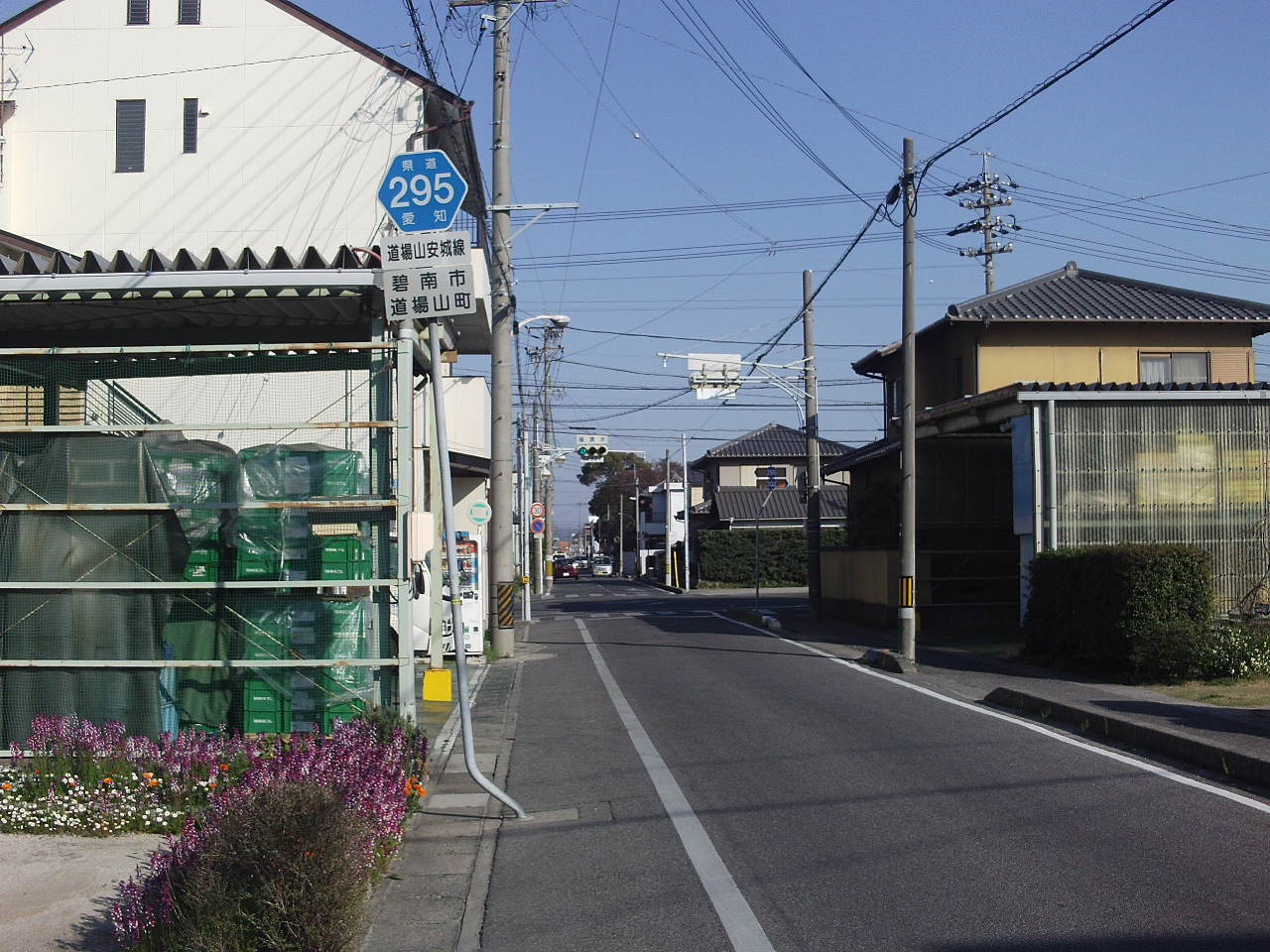
起点の道場山町から東側の福清水町までは、途中名鉄三河線（海線）の踏切を通過しながらの一方通行道路。

愛知県道295号道場山安城線（あいちけんどう295ごう どうじょうやまあんじょうせん）は、愛知県碧南市から愛知県安城市に至る一般県道である。

## 概要

### 路線データ
- 起点：愛知県碧南市道場山町（愛知県道50号名古屋碧南線、愛知県道43号岡崎碧南線交点）ならびに碧南市久沓町（愛知県道475号北新川停車場線交点）
- 終点：愛知県安城市横山町（愛知県道48号岡崎刈谷線交点）
- 全長：約11.7km（碧南市道場山町起点）

## 沿革
- 1959年12月15日：認定

## 通過する自治体
- 愛知県
  - 碧南市
  - 安城市

## 接続する道路
- 愛知県道43号岡崎碧南線（道場山町交差点）
- 愛知県道50号名古屋碧南線（道場山町交差点）

この間、東行き一方通行
- 愛知県道303号平坂福清水線（福清水交差点）

この間、幅員狭小
- 愛知県道301号西尾新川港線（新道、鶴見町6丁目）

この間、幅員狭小
- 愛知県道301号西尾新川港線（旧道、東山町交差点・住吉交差点間で重複）
- 愛知県道475号北新川停車場線（別ルート起点：北新川駅北）
- 愛知県道304号碧南高浜環状線（住吉交差点・新居町交差点間で重複）
- 愛知県道46号西尾知多線（西端小学校西交差点）
- 愛知県道299号南中根小垣江線（榎前交差点）
- 国道23号知立バイパス（福釜町下山交差点）
- 愛知県道12号豊田一色線（小矢場交差点）
- 愛知県道48号岡崎刈谷線（横山町交差点）

## 周辺
- 名鉄三河線 新川町駅、北新川駅
- 愛知県立碧南工科高等学校
- 油ヶ淵
- 碧南市北部支所
- ピアゴ福釜店
- 安城市役所